# Avenida Presidente Kennedy
A Avenida Presidente Kennedy é uma importante avenida de São José, Santa Catarina.
No passado era uma via de mão dupla, e após a construção da Beira-Mar de São José, forma um binário com esta, passando a ter sentido único de Florianópolis para São José, enquanto a nova avenida segue no sentido São José-Florianópolis.
A avenida é uma das principais vias comerciais de São José, com grandes lojas de departamentos e concessionárias.